# Tupiniquim
I Tupiniquim  sono un gruppo etnico del Brasile con una popolazione stimata in 2.630 individui nel 2010 (Funasa). Discendono dal macro-gruppo storico dei Tupi.

## Lingua
La lingua tupiniquim  (ISO 639-3 tpk) appartiene alla famiglia linguistica tupi-guaraní. La parola tupiniquim significa "Tupi vicini". Oggi i Tupiniquim utilizzano solo il portoghese.

## Insediamenti
Vivono a nord dello stato brasiliano dell'Espírito Santo, in tre territori indigeni situati nei comuni di Aracruz, Santa Cruz e Vila do Riacho. I tre territori indigeni in cui sono stanziati i Tupiniquim, tutti ufficialmente riconosciuti nel 1983, sono:
- Caieiras Velhas, lungo il fiume Piraquê Açu
- Pau-Brasil, lungo il torrente Sahy
- Comboios, lungo il fiume Comboios[3]

## Storia
All'arrivo dei portoghesi nel XVI secolo, i Tupiniquim occupavano un'area compresa tra l'odierna Camamu, nello stato di Bahia, e il fiume São Mateus (o Cricaré). Vissero anche nel villaggio di Aldeia Nova, situato nei pressi del fiume Piraquê Açu e fondato nel 1556 dai gesuiti. Dopo epidemia di vaiolo e un'invasione di insetti nei campi coltivati, il gruppo si insediò anche a Reis Magos, un altro aldeamento, ossia un villaggio creato ed amministrato da missionari per gli indigeni. Reis Magos ha dato poi origine alla attuale città di Nova Almeida mentre l'attuale villaggio di Santa Cruz, altra roccaforte dei Tupiniquim, è stato originato dalla comunità di Aldeia Nova.

## Nella cultura di massa
Il nome della tribù è strettamente legato con la prima televisione brasiliana da cui prende il nome: Rede Tupi; l’emittente nacque nel 1950 e fallì nel 1980.